# Cornelis Bijster
Cornelis Bijster (conocido como Cor Bijster; Haarlem, 13 de diciembre de 1922-Ámsterdam, 24 de octubre de 1998) fue un deportista neerlandés que compitió en ciclismo en la modalidad de pista. Ganó dos medallas en el Campeonato Mundial de Ciclismo en Pista, bronce en 1946 y plata en 1947.

## Medallero internacional
| Campeonato Mundial | Campeonato Mundial | Campeonato Mundial | Campeonato Mundial       |
| Año                | Lugar              | Medalla            | Competición              |
| ------------------ | ------------------ | ------------------ | ------------------------ |
| 1946               | Zúrich (Suiza)     | Medalla de bronce  | Velocidad individual (A) |
| 1947               | París (Francia)    | Medalla de plata   | Velocidad individual (A) |